# Lycinus ornatus
Espèce
Synonymes
- Diplothelopsis ornata Tullgren, 1905
- Diplothelopsis decarloi Gerschman & Schiapelli, 1948

Lycinus ornatus est une espèce d'araignées mygalomorphes de la famille des Pycnothelidae.

## Distribution
Cette espèce est endémique d'Argentine. Elle se rencontre dans les provinces de Chaco, de Tucumán, de Salta, de Santiago del Estero, de La Rioja, de Catamarca, de Córdoba, de San Luis, de La Pampa, de Mendoza et de Neuquén.

## Description
La femelle holotype mesure 21,5 mm.
Le mâle décrit par Goloboff en 1995 mesure 23,90 mm et la femelle 17,00 mm.

## Systématique et taxinomie
Cette espèce a été décrite sous le protonyme Diplothelopsis ornata par Tullgren en 1905. Elle est placée dans le genre Lycinus par Montes de Oca, Indicatti, Opatova, Almeida, Pérez-Miles et Bond en 2022.
Diplothelopsis decarloi a été placée en synonymie par Gerschman et Schiapelli en 1966.

## Publication originale
- Tullgren, 1905 : « Aranedia from the Swedish expedition through the Gran Chaco and the Cordilleras. » Arkiv för Zoologi, vol. 2, no 19, p. 1-81 (texte intégral).